# Sladki Liman
Sladki Liman - Сладкий Лиман (rus) - és un khútor del krai de Krasnodar, a Rússia. Es troba a la vora dreta del riu Miguta, abans del líman Sladki, a 17 km al nord-oest de Kanevskaia i a 127 km al nord de Krasnodar. Pertany a l'stanitsa de Starodereviànkovskaia.